# Soundtrack 2
Soundtrack #2 (koreanischer Originaltitel: 사운드트랙 #2; RR: Sa-un-deu-teu-raek #2) ist eine südkoreanische Miniserie, die von Red Nine Pictures und XANADU Entertainment für die Walt Disney Company umgesetzt wurde. In Südkorea fand die Premiere der Miniserie am 6. Dezember 2023 als Original durch Disney+ via Star statt. Im deutschsprachigen Raum erfolgte die Erstveröffentlichung der Miniserie am selben Tag durch Disney+ via Star.
Die Miniserie ist eine indirekte Fortsetzung von Soundtrack #1, folgt jedoch einer komplett anderen Handlung.

## Handlung
Während ihrer Studienzeit lernten sich Do Hyeon-seo und Ji Su-ho durch ihre gemeinsame Leidenschaft für die Musik kennen und waren 6 Jahre lang ein Paar. Doch nach ihrem Abschluss wurden sie langsam von der Lebensrealität eingeholt und ihre Wege trennten sich. Einige Jahre ziehen ins Land und Do Hyeon-seo verdient inzwischen ihren Lebensunterhalt als Klavierlehrerin und hat ihre einstigen Träume aufgegeben, während Ji Su-ho sich einen Namen als erfolgreicher und vermögender CEO gemacht hat, aber innerlich ausgebrannt ist. Und eines schönen Tages führt sie das Schicksal wieder zusammen. Trotz des aufwühlenden Wiedersehens beschließen sie, den Klavierunterricht fortzusetzen, und haben auch wieder mehr abseits diesen miteinander zu tun, als der talentierte Musiker K das Angebot von Ji Su-ho für ein gemeinsames Projekt annimmt und Do Hyeon-seo als kreative Partnerin ins Boot holt. Da Ji Su-ho mit diesem Zweiergespann nicht ganz einverstanden ist und teilweise die Eifersucht aus ihm spricht, lädt er die beiden ein, gemeinsam mit ihm in seinem Haus zu leben und an dem Projekt zu arbeiten, was zu allerlei Spannungen zwischen ihnen führt. Während dieser Zeit erfährt Ji Su-ho auch die wahren Beweggründe von Do Hyeon-seo, die zu ihrer Trennung geführt haben, was ihn in Folge sehr beschäftigt. Währenddessen sorgt sich Do Hyeon-seo um das Wohlbefinden von Ji Su-ho und muss sich zugleich mit K und seinen Gefühlen für sie auseinandersetzen, die er nicht zu verbergen versucht, während sie sich erst einmal ihrer eigenen Gefühle klar werden muss. Für Do Hyeon-seo und Ji Su-ho beginnt eine Reise voller Hürden, Enthüllungen und Wendungen, an deren Ende sich die Frage stellt, ob sich die Geschichte lediglich wiederholt oder ob die Geschehnisse tatsächlich zu einem gemeinsamen Neuanfang führen können.

## Besetzung
| Rolle          | Schauspieler       |
| -------------- | ------------------ |
| Do Hyeon-seo   | Keum Sae-rok       |
| Ji Su-ho       | Steve Sanghyun Noh |
| K              | Sohn Jeong-hyuck   |
| Hong Chang-sik | Kwon Seung-woo     |
| Kim Jin-kyung  | Jeon Hye-jin       |

## Episodenliste
| Nr. | Deutscher Titel | Originaltitel | Erstveröffentlichung (Südkorea) | Deutschsprachige Erstveröffentlichung (D/A/CH) |
| --- | --------------- | ------------- | ------------------------------- | ---------------------------------------------- |
| 1   | Folge 1         | 제 1화        | 6. Dez. 2023                    | 6. Dez. 2023                                   |
| 2   | Folge 2         | 제 2화        | 6. Dez. 2023                    | 6. Dez. 2023                                   |
| 3   | Folge 3         | 제 3화        | 13. Dez. 2023                   | 13. Dez. 2023                                  |
| 4   | Folge 4         | 제 4화        | 13. Dez. 2023                   | 13. Dez. 2023                                  |
| 5   | Folge 5         | 제 5화        | 20. Dez. 2023                   | 20. Dez. 2023                                  |
| 6   | Folge 6         | 제 6화        | 20. Dez. 2023                   | 20. Dez. 2023                                  |